# 2019-es kanadai labdarúgókupa
A 2019-es kanadai labdarúgókupa (angolul: Canadian Championship) volt a kanadai labdarúgókupa 12. szezonja. A sorozat 2019. május 15-én kezdődött és szeptember 25-én ért véget. A döntő első mérkőzését az montréali Saputo Stadionban, míg a visszavágót a torontói BMO Fielden rendezték meg. A címvédő a Toronto volt. A trófeát a Montréal szerezte meg, a kupa története során negyedik alkalommal.

## Lebonyolítás
| Kör                    | Első mérkőzés  | Második mérkőzés |
| ---------------------- | -------------- | ---------------- |
| Első selejtező kör     | május 15.      | május 22.        |
| Második selejtező kör  | június 4–5.    | június 11–12.    |
| Harmadik selejtező kör | július 10.     | július 24.       |
| Elődöntő               | augusztus 7.   | augusztus 14.    |
| Döntő                  | szeptember 18. | szeptember 25.   |

## Első selejtező kör
| 2019. május 15. 7:00 ETZ |

| Vaughan Azzurri         | 2–3 | HFX Wanderers                                   |
| ----------------------- | --- | ----------------------------------------------- |
| Whiteman 51' Raposo 60' |     | Skublak 2' García 39' Kourouma 90+3' (11-esből) |

| Ontario Soccer Centre, Vaughan, Ontario Nézőszám: 1 200 Játékvezető: Serge Topalian |

| 2019. május 22. 6:00 ATZ |

| HFX Wanderers | 0–1 | Vaughan Azzurri |
| ------------- | --- | --------------- |
|               |     | Schaale 27'     |

| Wanderers Grounds, Halifax, Új-Skócia Nézőszám: 5 532 Játékvezető: Silviu Petrescu |

A HFX Wanderers csapata győzött 3–3-as összesítéssel, idegenben lőtt gólokkal.
| 2019. május 15. 7:30 PST |

| Pacific | 0–2 | Cavalry              |
| ------- | --- | -------------------- |
|         |     | Zator 9' Minatel 16' |

| Westhills Stadion, Langford, Brit Columbia Nézőszám: 2 294 Játékvezető: Yusri Rudolf |

| 2019. május 22. 7:30 MTZ |

| Cavalry             | 2–1 | Pacific   |
| ------------------- | --- | --------- |
| Haber 2' Engels 67' |     | Haber 73' |

| ATCO Field, Foothills County, Alberta Nézőszám: 3 000 Játékvezető: Juan Marquez |

A Cavalry csapat győzött 4–1-es összesítéssel.
| 2019. május 15. 7:00 ETZ |

| Blainville | 0–0 | York9 |
| ---------- | --- | ----- |
|            |     |       |

| Blainville Equestrian Park, Blainville, Québec Nézőszám: 1 503 Játékvezető: Filip Dujic |

| 2019. május 22. 7:00 ETZ |

| York9      | 1–0 | Blainville |
| ---------- | --- | ---------- |
| Telfer 70' |     |            |

| York Lions Stadion, Toronto, Ontario Nézőszám: 1 723 Játékvezető: Mathieu Souare |

A York9 csapata győzött 1–0-ás összesítéssel.

## Második selejtező kör
| 2019. június 5. 7:00 ETZ |

| York9                               | 3–1 | Edmonton   |
| ----------------------------------- | --- | ---------- |
| Gasparotto 28' Gattas 31' Adjei 51' |     | Diouck 66' |

| York Lions Stadion, Toronto, Ontario Nézőszám: 728 Játékvezető: Serge Topalian |

| 2019. június 12. 7:30 MTZ |

| Edmonton      | 1–0 | York9 |
| ------------- | --- | ----- |
| Temguia 90+4' |     |       |

| Clarke Stadion, Edmonton, Alberta Nézőszám: 2 076 Játékvezető: Fabrizio Stasolla |

A York9 csapata győzött 3–2-es összesítéssel.
| 2019. június 4. 7:30 ETZ |

| Forge        | 1–1 | Cavalry                  |
| ------------ | --- | ------------------------ |
| Welshman 48' |     | Malonga 90+6' (11-esből) |

| Tim Hortons Field, Hamilton, Ontario Nézőszám: 5 174 Játékvezető: David Barrie |

| 2019. június 11. 7:30 MTZ |

| Cavalry                 | 2–1 | Forge      |
| ----------------------- | --- | ---------- |
| Malonga 41' Camargo 58' |     | Bekker 13' |

| ATCO Field, Foothills County, Alberta Nézőszám: 4 000 Játékvezető: Pierre-Luc Lauzière |

A Cavalry csapata győzött 3–2-es összesítéssel.
| 2019. június 5. 6:15 ATZ |

| HFX Wanderers            | 2–1 | Valour     |
| ------------------------ | --- | ---------- |
| Skublak 39' Kourouma 41' |     | Bustos 33' |

| Wanderers Grounds, Halifax, Új-Skócia Nézőszám: 3 854 Játékvezető: Juan Marquez |

| 2019. június 12. 7:30 CST |

| Valour | 0–2 | HFX Wanderers           |
| ------ | --- | ----------------------- |
|        |     | Kourouma 58' Bona 90+3' |

| IG Field, Winnipeg, Manitoba Nézőszám: 4 373 Játékvezető: Yusri Rudolf |

A HFX Wanderers csapata győzött 4–1-es összesítéssel.

## Harmadik selejtező kör
| 2019. július 10. 7:00 ATZ |

| HFX Wanderers                      | 2–3 | Ottawa Fury                |
| ---------------------------------- | --- | -------------------------- |
| Perea 32' (11-esből) Barnathan 62' |     | Freitas 23' 35' Tissot 67' |

| Wanderers Grounds, Halifax, Új-Skócia Nézőszám: 6 213 Játékvezető: Silviu Petrescu |

| 2019. július 24. 7:30 ETZ |

| Ottawa Fury              | 2–2 | HFX Wanderers         |
| ------------------------ | --- | --------------------- |
| Obasi 45+1' François 66' |     | Skublak 30' Perea 43' |

| TD Place Stadion, Ottawa, Ontario Nézőszám: 4 443 Játékvezető: Pierre-Luc Lauzière |

Az Ottawa Fury csapata győzött 5–4-es összesítéssel.
| 2019. július 10. 7:30 ETZ |

| York9                 | 2–2 | Montréal                           |
| --------------------- | --- | ---------------------------------- |
| Telfer 83' Gattas 88' |     | Browne 62' Taider 90+2' (11-esből) |

| York Lions Stadion, Toronto, Ontario Nézőszám: 5 252 Játékvezető: Yusri Rudolf |

| 2019. július 24. 7:30 ETZ |

| Montréal              | 1–0 | York9 |
| --------------------- | --- | ----- |
| Piatti 55' (11-esből) |     |       |

| Saputo Stadion, Montréal, Québec Nézőszám: 14 723 Játékvezető: David Barrie |

A Montréal csapata győzött 3–2-es összesítéssel.
| 2019. július 10. 7:30 MTZ |

| Cavalry | 0–0 | Vancouver Whitecaps |
| ------- | --- | ------------------- |
|         |     |                     |

| ATCO Field, Foothills County, Alberta Nézőszám: 5 129 Játékvezető: Pierre-Luc Lauzière |

| 2019. július 24. 7:30 PST |

| Vancouver Whitecaps | 1–2 | Cavalry            |
| ------------------- | --- | ------------------ |
| In-beom 67'         |     | Brown 7' Zator 72' |

| BC Place Stadion, Vancouver, Brit Columbia Nézőszám: 16 089 Játékvezető: Alain Ruch |

A Cavalry csapata győzött 2–1-es összesítéssel.

## Elődöntő
| 2019. augusztus 7. 7:30 ETZ |

| Ottawa Fury | 0–2 | Toronto               |
| ----------- | --- | --------------------- |
|             |     | Moor 30' Cubasa 90+1' |

| TD Place Stadion, Ottawa, Ontario Nézőszám: 5 809 Játékvezető: David Barrie |

| 2019. augusztus 14. 7:30 ETZ |

| Toronto                    | 3–0 | Ottawa Fury |
| -------------------------- | --- | ----------- |
| DeLeon 14' 39' Mullins 37' |     |             |

| BMO Field, Toronto, Ontario Nézőszám: 12 683 Játékvezető: David Gantar |

A Toronto csapata győzött 5–0-ás összesítéssel.
| 2019. augusztus 7. 7:30 ETZ |

| Montréal       | 2–1 | Cavalry     |
| -------------- | --- | ----------- |
| Piatti 32' 49' |     | Camargo 69' |

| Saputo Stadion, Montréal, Québec Nézőszám: 12 665 Játékvezető: Silviu Petrescu |

| 2019. augusztus 14. 7:30 MTZ |

| Cavalry | 0–1 | Montréal          |
| ------- | --- | ----------------- |
|         |     | Jackson-Hamel 13' |

| ATCO Field, Foothills County, Alberta Nézőszám: 5 633 Játékvezető: Pierre-Luc Lauzière |

A Montréal csapata győzött 3–1-es összesítéssel.

## Döntő
| 2019. szeptember 18. 7:30 ETZ |

| Montréal   | 1–0 | Toronto |
| ---------- | --- | ------- |
| Piatti 17' |     |         |

| Saputo Stadion, Montréal, Québec Nézőszám: 10 807 Játékvezető: Yusri Rudolf |

| 2019. szeptember 25. 7:30 ETZ |

| Toronto                         | 1–0 (h. u.) | Montréal             |
| ------------------------------- | ----------- | -------------------- |
| Cubasa 70'                      |             |                      |
| Büntetőpárbaj                   |             |                      |
| Pozuelo Altidore Mullins Osorio | 1–3         | Krkić Lovitz Camacho |

| BMO Field, Toronto, Ontario Nézőszám: 21 365 Játékvezető: Drew Fischer |

A Montréal csapata győzött 1–1-es összesítéssel, 3–1-re megnyert tizenegyesekkel.